# Trichoglottis zollingeriana
Trichoglottis zollingeriana är en orkidéart som först beskrevs av Friedrich Fritz Wilhelm Ludwig Kraenzlin, och fick sitt nu gällande namn av Johannes Jacobus Smith. Trichoglottis zollingeriana ingår i släktet Trichoglottis och familjen orkidéer. Inga underarter finns listade i Catalogue of Life.